# بيتبول (مغني)
بيتبول (بالإنجليزية: Pitbull)‏ واسمه الحقيقي «أرماندو كريستيان بيريز» مغني، ممثل وكاتب أغاني أمريكي من أصل كوبي ولد في ميامي سنة 1981. بدأ مسيرته الفنية سنة 2003.
شارك في أغنية بالعربية والإنجليزية بعنوان «حبيبي آي لاف يو» (Habibi I Love You) للمغني أحمد شوقي ومن إنتاج ريدوان وأغنية إكزوتيك مع بريانكا تشوبرا من إنتاج ريدوان أيضا.

## أفلامه
- 2013 : معركة المملكة السرية
- 2015 : الإمبراطورية[2]

## روابط خارجية
- بيتبول على موقع IMDb (الإنجليزية)
- بيتبول على موقع روتن توميتوز (الإنجليزية)
- بيتبول على موقع ميوزك برينز (الإنجليزية)
- بيتبول على موقع رولينغ ستون (الإنجليزية)
- بيتبول على موقع إن إن دي بي (الإنجليزية)
- بيتبول على موقع أول ميوزيك (الإنجليزية)
- بيتبول على موقع ديسكوغز (الإنجليزية)
- بيتبول على موقع ديسكوغز (الإنجليزية)
- بيتبول على موقع قاعدة بيانات الفيلم (الإنجليزية)